# Imbrasia lubumbashii
Imbrasia lubumbashii är en fjärilsart som beskrevs av Seydel 1933. Imbrasia lubumbashii ingår i släktet Imbrasia och familjen påfågelsspinnare. Inga underarter finns listade i Catalogue of Life.